# Németh Attila (színművész)
Németh Attila (Budapest, 1974. augusztus 12. –) magyar színművész, énekes.

## Életpályája
Szülei operaénekesek, édesapja, Németh József Liszt- és Pásztory-díjas érdemes művész. Gyermekkorát Szegeden és Solton töltötte. Hat éves korában kezdett el zongorázni. Először 1984-ben, tíz évesen tűnt fel a szegedi színpadon, az Oberfrank Géza által rendezett Carmenben és a Kerényi Miklós Gábor által színpadra állított Macbeth-ben. Képzettségét a Bartók Béla Zeneművészeti Konzervatóriumban szerezte, majd elvégezte a Gór Nagy Mária Színitanodát is. 1996-tól a Budapesti Operettszínház tagja.

## Fontosabb színházi szerepei
- Hair (Berger)
- Grease (Kenickie)
- Elisabeth (Halál)
- Oliver (Bill)
- A dzsungel könyve (Sírkán)
- Ahogy tetszik (Orlandó)
- Valahol Európában (Hosszú)
- West Side Story (Tony)
- Mozart! (Colloredo)
- Rómeó és Júlia (Escalus, Verona hercege)
- A Szépség és a Szörnyeteg (Gaston)
- Rudolf (Ferenc József császár)
- La Mancha lovagja (Don Quijote)
- Isten pénze (Jacob Marley)